# Caroline Drouin
Pour les articles homonymes, voir Drouin.

a Compétitions nationales et continentales officielles uniquement.

b Matchs officiels uniquement.
Dernière mise à jour le 16 novembre 2021.
Caroline Drouin, née le 7 juillet 1996 à Auray (France), est une joueuse internationale française de rugby à XV occupant le poste de demi d'ouverture au Lyon OU et en équipe de France. Elle est élue meilleure joueuse de Top 8 de la saison 2017-2018.
Elle est également internationale de rugby à sept, sous contrat semi-professionnel avec la Fédération française de rugby. 

## Biographie

### Jeunesse et formation
D'origine réunionnaise par son grand-père originaire de Salazie, elle naît à Auray, dans le Morbihan, le 7 juillet 1996. Ses frères pratiquent le rugby. Elle suit leur exemple. De 6 à 13 ans, elle est formée au Rugby Auray club (devenu Pays d'Auray rugby club). Elle se tourne ensuite vers le handball.
À 19 ans, elle part à Rennes étudier en première année de licence Staps. Elle renoue avec le ballon ovale. À l'université Rennes 2, elle découvre le rugby à sept. Puis elle signe à XV au Stade rennais rugby. Elle joue d'abord trois-quarts centre, avant d'être repositionnée à l'ouverture. Elle s'efforce de mener de front rugby et handball, mais c'est au détriment de sa première année d'études. Elle arrête alors le handball. Le 24 avril 2016, à Saintes, elle termine sa première saison à XV avec l'équipe 2 du Stade rennais en remportant contre le Stade toulousain le championnat de France des équipes réserve.
Le 5 mai 2016, à Marcoussis, avec les joueuses de Rennes 2, elle est championne de France universitaire de rugby à 10. Le 9 juillet, à Swansea, au pays de Galles, elle devient championne du monde universitaire de rugby à sept. En septembre, elle intègre le pôle France au Centre national du rugby de Linas-Marcoussis, pour la saison 2016-2017, en vue d'être formée au poste de centre.

### Internationale de rugby à XV
Mais au Stade rennais, elle s'affirme comme demi d'ouverture. Et c'est à ce poste qu'elle fait ses débuts en équipe de France de rugby à XV lors de la quatrième journée du Tournoi des Six Nations 2017 : le 12 mars, à Parme, elle est remplaçante face à l'Italie. La France gagne par 28 à 5. Drouin est titulaire pour le match suivant, contre le pays de Galles (victoire française, 39-19).
Le 20 mai 2017, à La Teste-de-Buch, avec l'équipe de Rennes 2, elle est championne de France universitaire de rugby à sept.
En août 2017, elle participe à la Coupe du monde, en Irlande. Elle dispute les cinq rencontres de l'équipe de France en tant que titulaire à l'ouverture. Les Bleues terminent troisièmes.
En rugby à XV, dans le cadre du Tournoi des Six Nations 2018, elle joue le 10 mars au stade des Alpes de Grenoble, contre l’Angleterre. Elle marque un essai à la 40e minute. La France l’emporte 18 à 17. Lors de la dernière journée, le 16 mars, elle joue contre le pays de Galles, à l'Eirias Stadium de Colwyn Bay. Elle marque un essai à la 12e minute. La France gagne (3-38) et réalise le Grand Chelem.
Drouin n'arrive pas à concilier son emploi du temps rugbystique et ses cours de Staps. Elle réoriente ses études vers un BTS Services et prestations des secteurs sanitaire et social. Le 24 septembre 2018, elle est la première femme récompensée lors d'une Nuit du rugby : elle est élue meilleure joueuse de la saison 2017-2018 de Top 8. Durant la tournée d'automne de rugby à XV, elle rencontre à deux reprises les Blacks Ferns de Nouvelle-Zélande, championnes du monde en titre. Les Bleues essuient une défaite lors du premier test (0-14), mais se rattrapent le 17 novembre, à Grenoble (30-27). Drouin marque un essai. Elle réussit deux transformations et deux pénalités. C'est la première victoire officielle des Françaises face aux Néo-Zélandaises.
Elle ne figure pas dans le groupe disputant le Tournoi des Six Nations 2019 et 2020, car la FFR privilégie la qualification de l'équipe de France de rugby à sept pour les Jeux olympiques de l'année suivante,,.
En 2022, elle est sélectionnée par Thomas Darracq pour disputer la Coupe du monde en Nouvelle-Zélande.
En 2024, elle signe à Lyon blessée et ne joue pas une rencontre d'Élite 1 en 2024-2025.

### Semi-professionnelle de rugby à sept
En septembre 2017, Caroline Drouin signe son premier contrat semi-professionnel avec la Fédération française de rugby pour évoluer en équipe de France de rugby à sept (elle y joue demi d'ouverture, centre ou pilier). 
Le 21 juillet 2018, à San Francisco, elle est finaliste de la Coupe du monde de rugby à sept. Les Bleues s'inclinent (0-29) devant les Néo-Zélandaises.
En 2021, elle est sélectionnée par David Courteix pour participer aux Jeux olympiques d'été de Tokyo ; les Bleues sont médaillées d'argent.
En 2024, elle de nouveau est sélectionnée pour participer aux Jeux olympiques, au Stade de France à Paris, mais les Bleues s'inclinent en quart de finale face au Canada.

### Dirigeante de Provale
Depuis le 1er juin 2024, elle est secrétaire générale adjointe du syndicat des joueurs professionnels de rugby Provale.

## Palmarès

### En équipe nationale

#### Rugby à XV
- Troisième à la Coupe du monde de rugby à XV en 2017[19].
- Vainqueur du Tournoi des Six Nations en 2018 (Grand Chelem)[21].

#### Rugby à sept
- Jeux olympiques :
  -  Médaille d'argent en 2020.
- Coupe du monde :
  -  Médaille d'argent en 2018[35].

### Distinctions personnelles
- Élue meilleure joueuse du Top 8 saison 2017-2018[24].
- Oscars du Midi olympique féminin à XV en 2021[40].
- Retenue par World Rugby dans la « Dream Team féminine de l'année » au poste de n°10 en 2021[41].

## Décorations
- Chevalier de l'ordre national du Mérite (décret du 8 septembre 2021)[42]